# Адамс, Джон Оттис

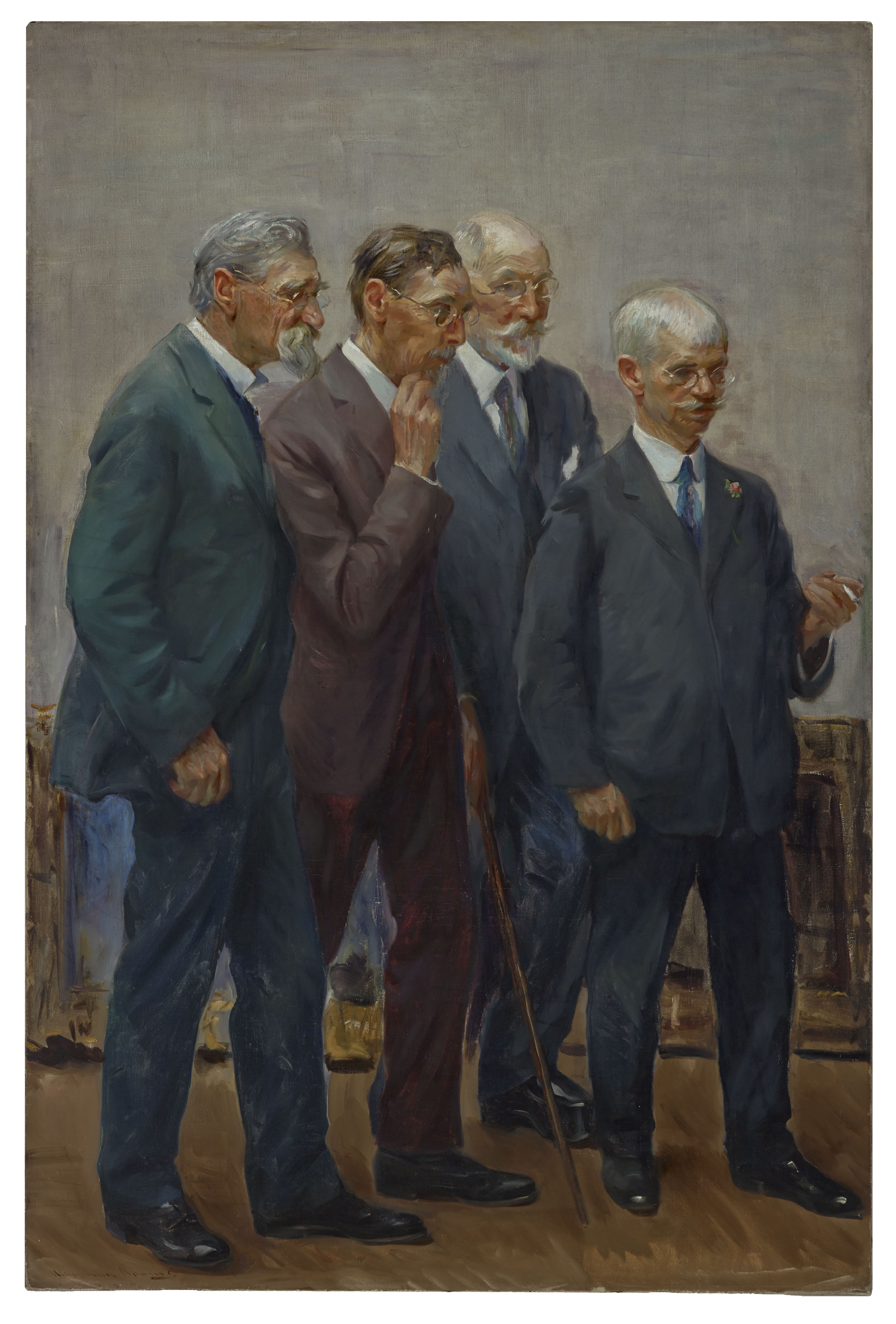
Четверо из пяти художников группы Hoosier Group (Адамс — второй справа)

Джон Оттис Адамс (англ. John Ottis Adams; 1851—1927) — американский художник-импрессионист, член общества художников Hoosier Group штата Индиана.

## Биография
Родился 8 июля 1851 года в штате Индиана, США.
Его родителями были Элизабет Стрендж и Албан Хоусли Адамс. Юные годы провел в городах Франклин, Шелбивилл и Мартинсвилл в штате Индиана.
В течение двух лет обучался в колледже Wabash College города Крофордсвилл в Индиане. Затем изучал искусство в лондонском королевском колледже Royal College of Art. В 1876 году, после завершения обучения, Адамс вернулся на родину и поселился в городе Манси, открыв там собственную студию. В 1880 году художник уехал в Европу, чтобы продолжить образование в известной художественной школе Германии — Мюнхенской академии художеств. В 1887 году он вернулся в Манси и кроме собственного творчества преподавал живопись. Позже вместе с другими членами Hoosier Group основал в Индианаполисе школу Herron School of Art and Design. Вместе с женой, тоже художницей, а также художником Теодором Стилом и его женой, некоторое время жил и работал в Brookville, Индиана. Среди его учеников был другой американский импрессионист — Фрэнсис Браун.
Умер 28 января 1927 года в Индианополисе, Индиана. Был похоронен на кладбище Beech Grove Cemetery в Манси.
Жена — Winifred Brady Adams (1871—1955); дети — John Alban Adams (1900—1971) и Robert Brady Adams (1905—1951).

Некоторые работы
In Poppyland, 1901
Iridescence of a Shallow Stream, 1902